# Halowe Mistrzostwa Europy w Lekkoatletyce 1984 – bieg na 800 m mężczyzn
Bieg na 800 metrów mężczyzn – jedna z konkurencji biegowych rozgrywanych podczas halowych lekkoatletycznych mistrzostw Europy w  hali Scandinavium w Göteborgu. Eliminacje zostały rozegrane 3 marca, a bieg finałowy 4 marca 1984. Zwyciężył reprezentant Włoch Donato Sabia. Tytułu zdobytego na poprzednich mistrzostwach nie bronił Colomán Trabado z Hiszpanii.

## Rezultaty

### Eliminacje
Rozegrano 2 biegi eliminacyjne, do których przystąpiło 10 biegaczy. Awans do finału dawało zajęcie jednego z dwóch pierwszych miejsc w swoim biegu (Q). Skład finału uzupełniło dwóch zawodników z najlepszym czasem wśród przegranych (q).
Opracowano na podstawie materiału źródłowego.
Bieg 1
| Miejsce | Zawodnik             | Czas    | Uwagi |
| ------- | -------------------- | ------- | ----- |
| 1       | André Lavie          | 1:50,01 | Q     |
| 2       | Phil Norgate         | 1:50,23 | Q     |
| 3       | Dieter Riebe         | 1:51,14 |       |
| 4       | Krzysztof Prądzyński | 1:52,45 |       |
| –       | Tonino Viali         | DQ      |       |

Bieg 2
| Miejsce | Zawodnik        | Czas    | Uwagi |
| ------- | --------------- | ------- | ----- |
| 1       | Ikem Billy      | 1:49,85 | Q     |
| 2       | Piotr Piekarski | 1:50,28 | Q     |
| 3       | Donato Sabia    | 1:50,44 | q     |
| 4       | Ronny Olsson    | 1:50,62 | q     |
| 5       | Frode Hansen    | 1:52,56 |       |

### Finał
Opracowano na podstawie materiału źródłowego.
| Miejsce | Zawodnik        | Czas     |
| ------- | --------------- | -------- |
| 1       | Donato Sabia    | 1:48,05  |
| 2       | André Lavie     | 1:48,35  |
| 3       | Phil Norgate    | 1:48,39  |
| 4       | Ikem Billy      | 1:48,419 |
| 5       | Ronny Olsson    | 1:48,75  |
| 6       | Piotr Piekarski | 1:51,98  |